# Christian Heuck
Christian Heuck, né le 18 mars 1892 à Neuenkirchen dans le Schleswig-Holstein et assassiné le 18 mars 1934 à Neumünster, est un homme politique allemand.

## Biographie
Après son enseignement primaire, il est ouvrier agricole avant de devenir en 1909, à 17 ans, gérant d'un magasin de légumes. Engagé volontaire dans l'armée allemande en 1912, il est blessé au combat à trois reprises durant la Première Guerre mondiale ; il est décoré de la croix de fer, première classe, et promu vice-feldwebel (sous-sergent). À la fin de la guerre en 1918, il devient marchand de chevaux.
Durant la Révolution allemande de 1918-1919, il adhère au Parti social-démocrate, avant de le quitter à la fin de l'année 1919 et d'adhérer en 1920 au Parti communiste. Dans le même temps, en 1920 il devient propriétaire d'un commerce de vente par correspondance de légumes.
Conseiller municipal à Wesselburen de 1919 à 1924, en 1922 il est élu député au parlement provincial du Schleswig-Holstein,. En 1923 il commence à organiser l'armement des communistes du Mecklembourg dans le nord de l'Allemagne. Arrêté en 1924, il est condamné à cinq ans de prison mais amnistié en 1928. Chef du Roter Frontkämpferbund (organisation militante communiste antifasciste) du Schleswig-Holstein, il est arrêté en 1929 pour ses activités militantes et condamné à un ans et neuf mois de prison après six mois de détention provisoire. 
Il est élu député du Schleswig-Holstein au Reichstag, le parlement de la république de Weimar, aux élections législatives allemandes de 1930, et réélu aux élections anticipées de juillet 1932 et de novembre 1932,. Chef du Roter Frontkämpferbund du Schleswig-Holstein et de ce fait « particulièrement détesté par les SA », il est arrêté fin février 1933 après l'incendie du Reichstag. Réélu député depuis sa cellule de prison aux élections de mars 1933, il n'est pas autorisé à siéger ; le gouvernement nazi interdit le Parti communiste et met en place une dictature. L'année suivante, il est assassiné en prison par les SS le jour de son 42e anniversaire.
Il est l'un des anciens députés commémorés par le Mémorial en souvenir des 96 membres du Reichstag assassinés par les nazis, devant le palais du Reichstag.